# 파란영양
파란영양(학명: Hippotragus leucophaeus)은 소과 힙포트라구스속에 속하는 영양이다. 남부 아프리카에 주로 서식하다가 1800년 즈음에 들어 멸종하였다. 근연종은 론영양과 검은영양이지만, 두 종보다는 작다. 웨스턴케이프 주에서 주로 서식했으며, 마지막 빙하기에 가장 널리 분포했다.